# ウェッジロックワッシャー
ウェッジロックワッシャー（英：Wedge-Lock washers）とは、ボルトおよびナットの締結に用いられる座金（ワッシャー）類のうち、特にくさび構造によるセルフロック効果で機械的に緩みを防止する機構をもったものを指す。同一形状の座金2枚を1組として用いられる。1982年にノルトロック社が開発し、ノルトロックワッシャーの商品名で販売を開始した。
ウェッジロックワッシャーの優れた点は、摩擦を利用しない点である。ボルト・ナットの緩み止め製品は、ナット型のものを中心に座金型、ボルト型、コイル型等無数に存在しているが、ボルト軸の偏芯構造によるもの、ねじ山に噛み付くような構造のものを含めて、原則として摩擦を利用してボルト・ナットが戻り回転を起こしにくい状態を作り出しているものである。対してウェッジロックワッシャーは、2枚組の座金によってその名の通りウェッジ（くさび）効果によるセルフロック効果を生み出し、摩擦を利用せず機械的にボルト・ナットの緩みを防止するものである。これによって使用者は、そのボルト締結体が振動等の外力によって緩む環境にあるか否かに関わらず、締結体に潤滑油を塗布することが可能となる。これは摩擦を利用した緩み止め製品には無いメリットであると言える。

## ウェッジロックワッシャーの機構

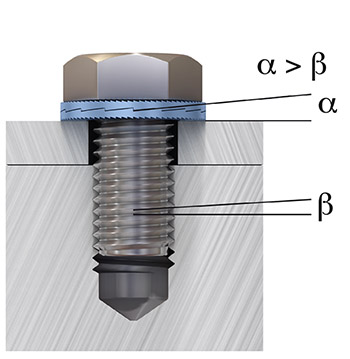
ウェッジロックワッシャー機構図（出典：ノルトロックジャパン）

ウェッジロックワッシャーは、2枚組にアセンブリを行った際に表側に来る、細かなセレーションが付いた「リブ面」と呼ばれる面の一方がボルトヘッドまたはナットにグリップし、他方が相手母材表面にグリップして固定される。振動等によって締結体が戻り回転を起こした時には、先述の通りリブ面が固定されているため、2枚組の内側に位置する大きな山の入った「カム」面の間がスライドして行く。
カムの角度（右図α）はボルトのリード角（右図β）よりも大きく設計されているため、この時一方のカムが他方のカムを上って行く形で2枚組のワッシャー間に動きが発生する。しかしカムの角度αはリード角βを上回っているために、結果として2枚組ワッシャーの厚みが増し、その増加分だけボルトまたはナットが引っ張り上げられる。この仕組みにより、ボルトは緩むことで逆に締結力が増し、セルフロック効果を生じることとなる。
ボルトにはバネと同じく、引き伸ばされると同時に元に戻ろうとする力が加わる。ボルトが締結される原理として、回して締め込むことで引き伸ばされ、同時に発生する元に戻ろうとする力が双方向的に働くことで、軸力と呼ばれる締結力を得て複数のものを締結するが、ウェッジロックワッシャーは摩擦ではなく締結体の軸力そのものを利用してセルフロック効果を生み出すという点に特徴がある。

## ウェッジロックワッシャーの緩み止め効果
日本工業規格であるJISでは、ボルト締結体の緩み耐性を検証する趣旨の規格は現在のところ存在しない。従って、現在国内外を問わず主流となっているドイツ工業規格 DIN65151に定められたユンカー式振動試験と、米国航空規格であるNAS1312-7に準拠したNAS式振動試験を例に事例を挙げる。
NAS式振動試験では、規格で定められた構成がウェッジロックワッシャーの使用要件に適さず、そのままの形で緩み耐性を試験することはできない。これは、NAS規格では試験機に設けられた貫通穴にボルトを通してナットで締結する構成となっているが、ボルト側にもナット側にも平座金が組み入れられている点に由来する。ウェッジロックワッシャーはセレーションの入ったリブ面がボルトおよびナットと相手母材表面にグリップするが、平座金を併用すると平座金の方にグリップしてしまう。これでは平座金が振動で回ってしまうとそこにグリップするウェッジロックワッシャーが供回りを起こしてしまうためである。しかしノルトロック社が欧州の安全性評価の第三者機関であるDNV（デット・ノルスケ・ヴェリタス）に依頼して行われた検証試験では、平座金が供回りを起こさないよう固定したNAS-M規格に則って同社のノルトロックワッシャーの試験が為され、NAS1312-7所定の時間加振を行っても緩みは発生しないことが同第三者機関により認定された。
ドイツ工業規格 DIN65151に準拠したユンカー式振動試験でも、ウェッジロックワッシャーであるノルトロックワッシャーが戻り回転を許さず締結体の軸力を保持する様子が同社の動画にて確認できる。
- ノルトロックワッシャー／ユンカー振動試験での他製品比較検証

## ウェッジロックワッシャーのメリット
摩擦式の緩み対策品と比較した時のウェッジロックワッシャーの主な優位点には以下のものがある。
- ボルト締結体に潤滑油が使用できる
- ボルト軸やねじ部に負荷を与えないためおねじ・めねじ双方の再利用性を損なわない
- 座金を組み入れる以外に作業手順を増やさず効率的に締付作業が行える

## 参考資料
- 金友正文 著 『機械のトラブルシューティング解説55事例　～経の巻～』（秀和システム）
- ノルトロックジャパンホームページ